# Villiers-le-Sec, Calvados
Villiers-le-Sec är en kommun i departementet Calvados i regionen Normandie i norra Frankrike. Kommunen ligger i kantonen Ryes som ligger i arrondissementet Bayeux. År 2018 hade Villiers-le-Sec 303 invånare.

## Befolkningsutveckling
Antalet invånare i kommunen Villiers-le-Sec
Referens:INSEE